# Joseph Ratzinger Gesammelte Schriften

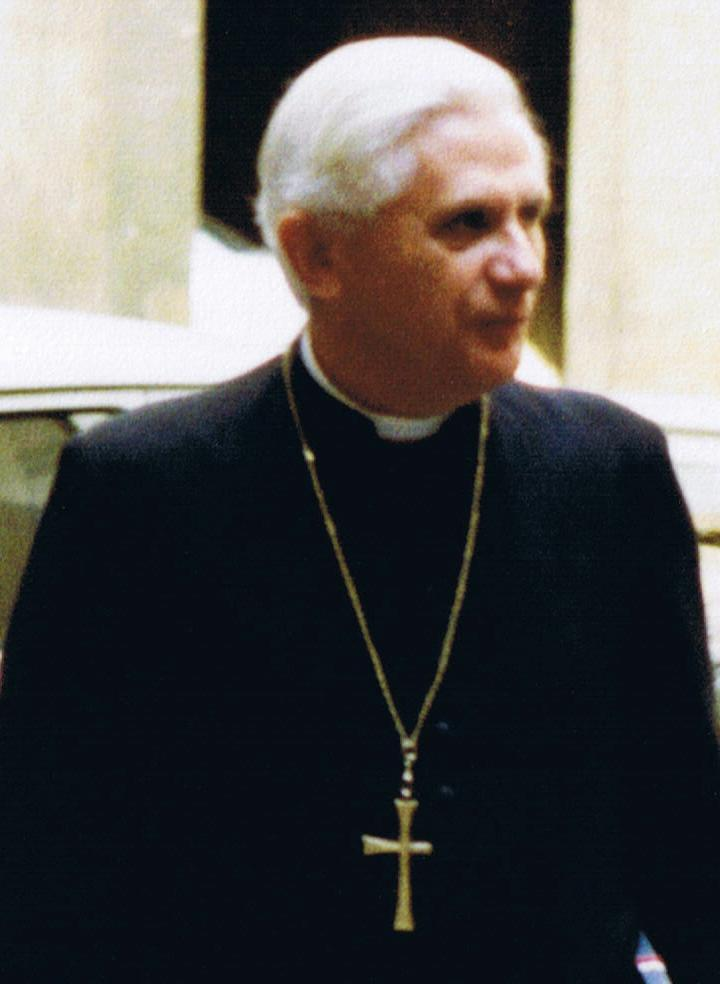
Joseph Ratzinger als Kardinal, 1988

Joseph Ratzinger Gesammelte Schriften (JRGS) enthalten die wichtigsten theologischen Werke Joseph Ratzingers bzw. Papst Benedikts XVI. zu 15 Schwerpunktthemen. Die veröffentlichten Werke umfassen das schriftstellerische Wirken von der 1951 verfassten Dissertation bis zum 2012 erschienenen dritten Teil des Jesusbuchs, das er als Papst schrieb. Nicht eingeschlossen sind die lehramtlichen Schriften während des Pontifikats. Enthalten sind außerdem einige bedeutende Lexikonartikel, Buchrezensionen, Buchgeleitworte und Predigten.
Die 16-bändige Buchreihe, welche von Kurienerzbischof Gerhard Ludwig Müller und vom Institut Papst Benedikt XVI. seit 2008 herausgegeben wird, erscheint im Herder Verlag. Einige der 15 Themenbände, die teils aus zwei oder drei Teilbänden bestehen, werden mit einem Vorwort von Papst Benedikt XVI. mit seinen wissenschaftlichen Hinweisen und persönlichen Erinnerungen eingeleitet.

## Bände

### Band 1
Volk und Haus Gottes in Augustins Lehre von der Kirche – Die Dissertation und weitere Studien zu Augustinus und zur Theologie der Kirchenväter (2011)
Im Vorwort zum ersten Band schreibt Benedikt XVI.:

„Rückblickend kann ich nur tiefe Dankbarkeit empfinden, dass mir die »Preisarbeit« von damals nicht nur die Tür zu einer lebenslangen Freundschaft mit dem heiligen Augustinus geöffnet hat, sondern mich auf die Spur der eucharistischen Ekklesiologie führte und mir so ein Verstehen der Realität Kirche geschenkt hat, das mit dem tiefsten Intentionen des II. Vatikanischen Konzils übereinstimmt und zugleich die spirituelle Mitte christlicher Existenz hineinführt.“

Der Band versammelt die Schriften:
Teil A – Studien zu Augustinus
- Volk und Haus Gottes in Augustins Lehre von der Kirche. Dissertation, München 1951; gedruckte Erstausgabe, München 1954.
- Herkunft und Sinn der Civitas-Lehre Augustins. Begegnung und Auseinandersetzung mit Wilhelm Kamlah. In: Augustinus Magister, Festschrift zum 1600. Geburtstag Augustins, Band 2, Paris 1954; unverändert in: Walther Lammers (Hrsg.): Geschichtsdenken und Geschichtsbild im Mittelalter. Ausgewählte Aufsätze und Arbeiten aus den Jahren 1933 bis 1959. Wissenschaftliche Buchgesellschaft, Darmstadt 1961.
- Beobachtungen zum Kirchenbegriff des Tyconius im »Liber regularum«. In: Revue des Études Augustiniennes et Patristiques. Paris 1956 In: Joseph Ratzinger: Das neue Volk Gottes. Entwürfe zur Ekklesiologie. Patmos, Düsseldorf 1969 (Patristique.org PDF; 1 MB).
- Originalität und Überlieferung in Augustins Begriff der confessio. In: Revue des Études Augustiniennes et Patristiques. Paris 1957 (Patristique.org PDF; 1 MB).
- Kirche in der Frömmigkeit des heiligen Augustinus. In: Sentire ecclesiam. Das Bewusstsein von der Kirche als gestaltende Kraft der Frömmigkeit. Festschrift für Hugo Rahner zum 60. Geburtstag. Freiburg 1961; in: Ratzinger, Das neue Volk Gottes. Entwürfe zur Ekklesiologie, Patmos, Düsseldorf 1969
- Der Weg der religiösen Erkenntnis nach dem heiligen Augustinus. In: Kyriakon. Festschrift für Johannes Quasten zum 70. Geburtstag, Aschendorff Verlag, Münster 1970
- Der Heilige Geist als communio. Zum Verhältnis von Pneumatologie und Spiritualität bei Augustinus. In: Claus Heitmann, Heribert Mühlen (Hrsg.): Erfahrung und Theologie des Heiligen Geistes, Hamburg/München 1974; In: Joseph Cardinal Ratzinger: Weggemeinschaft des Glaubens. Kirche als Communio. – Festgabe zum 75. Geburtstag, Herausgegeben vom Ratzinger Schülerkreis, Sankt Ulrich Verlag, Augsburg 2002 (ivv7srv15.uni-muenster.de).
- Gemeinde als Eucharistie. In: Werner Hülsbusch (Hrsg.): 800 Jahre St. Martini Münster, Münster 1980; In: Joseph Cardinal Ratzinger, Vom Wiederauffinden der Mitte. Grundorientierungen. Texte aus vier Jahrzehnten. Herausgegeben vom Ratzinger Schülerkreis, Herder Verlag, Freiburg 1997

Teil B – Studien zur Theologie der Kirchenväter
- Die Einheit der Nationen. Eine Vision der Kirchenväter, Pustet, Salzburg 1971 (erweiterte Fassung einer zweistündigen Vorlesung an der Salzburger Hochschulwochen 1962)
- Brüderlichkeit, Enzyklopädieartikel in: Dictionnaire de spiritualité. Band 5, Paris 1964. Der deutschsprachige Text wird erstmals in den Gesammelten Schriften veröffentlicht. Basis des Artikels war: Ratzinger, Die christliche Brüderlichkeit, Kösel-Verlag, München 1960
- Der Kirchenbegriff im patristischen Denken, Deutsche Erstveröffentlichung der Studie Il concetto della Chiesa nel pensiero patristico. In: I Grandi Temi del Concilio, Edizioni Paoline, Rom 1965

Teil C – Lexikonartikel, Buchrezensionen, Buchgeleitwort
Teil D – Predigten

### Band 2
Das Offenbarungsverständnis und Geschichtstheologie Bonaventuras – Habilitationsschrift und weitere Bonaventura-Studien (2009)

„In der Nachkonzilszeit stellte sich bald heraus, dass die veränderte theologische Lage und die neue Situation an den Deutschen Universitäten mich auch weiterhin so vollständig beanspruchten, dass die Arbeit an Bonaventura auf die Zeit meiner Emeritierung zu verlegen war. Der Herr hat mich inzwischen andere Wege geführt, und so erscheint das Buch jetzt in der vorliegenden Form. […] Gewidmet sein das Werk meinem Bruder Georg zu seinem 85. Geburtstag in Dankbarkeit für die Weg- und Denkgemeinschaft eines ganzen Lebens.“

Teil A – Das Offenbarungsverständnis und die Geschichtstheologie Bonaventuras (vollständige erste Fassung der Habilitationsschrift an der Universität München) 1955
Teil B – Aufsätze und Lexikonartikel
- Der Einfluss des Bettelordensstreites auf die Entwicklung der Lehre vom päpstlichen Universalprimat, unter besonderer Berücksichtigung des heiligen Bonaventura. 1957
- Offenbarung – Schrift – Überlieferung. Ein Text des heiligen Bonaventura und seine Bedeutung für die gegenwärtige Theologie. 1958
- Licht und Erleuchtung. Erwägungen zu Stellung und Entwicklung des Themas in der abendländischen Geistesgeschichte. 1960
- Der Mensch und die Zeit im Denken des heiligen Bonaventura. Zugleich ein Beitrag zum Problem des mittelalterlichen Augustinismus. 1960
- Wesen und Weisen der auctoritas im Werk des heiligen Bonaventura. 1960
- Der Wortgebrauch von natura und die beginnende Verselbständigung der Metaphysik bei Bonaventura. 1963
- Der heilige Bonaventura – Lehrer der »seraphischen« Theologie
- Joachim von Fiore. 1960
- Gerhard von Borgo San Donnino. 1960

Teil C – Rezensionen und Geleitworte
1. Rezensionen
- Schatzfund aus dem Mittelalter. Zu: Adam von St. Viktor, Sämtliche Sequenzen, lateinisch und deutsch, übersetzt von Franz Wellner, 1955
- Zu: Anselm von Canterbury, Cur Deus Homo. Warum Gott Mensch geworden, lateinisch und deutsch, besorgt und übersetzt von Franciscus Salesius Schmitt, 1956
- Zu: Béraud de Saint-Maurice, Johannes Duns Scotus. Lehrer unserer Zeit, 1955
- Zu: Angelus Walz, Thomas von Aquin. Lebensgang und Lebenswerk des Fürsten der Scholastik, 1953
- Zu: Antoine Dondaine, Secrétaires de saint Thomas, 1956
- Zu: Bonifatius Strack OFMCap, Christusleid im Christenleben. Ein Beitrag zur Theologie des christlichen Lebens nach dem heiligen Bonaventura, 1960
- Eine deutsche Ausgabe der Franziskuslegende Bonaventuras. Zu: Sophronius Clasen, Franziskus, Engel des sechsten Siegels. Sein Leben nach den Schriften des heiligen Bonaventura, 1962
- Zu: Winfried Schachten, Intellectus Verbi. Die Erkenntnis im Mitvollzug des Wortes nach Bonaventura, 1973
- Die Symphonie des Kreuzes: »Die Erkenntnis Gottes, die auf dem Antlitz Christi erstrahlt«. Zu: Cornelio del Zotto, La teologia dell’immagine in San Bonaventura, 1977

2. Geleitworte
- Vorwort (zu: Joseph Ratzinger [Hg.]. Aktualität der Scholastik. 1975)
- Zum Geleit (für: Cornelio del Zotto, La teologia dell’ immagine in San Bonaventura 1977)

### Bände 3–10
- 3     Der Gott des Glaubens und der Gott der Philosophen – Die wechselseitige Verwiesenheit von fides und ratio
- 4     Einführung in das Christentum. Bekenntnis – Taufe – Nachfolge

(mit dem bekanntesten Werk aus der Professorenzeit Joseph Ratzingers, der Einführung in das Christentum)
- 5     Herkunft und Bestimmung. Schöpfung – Anthropologie – Mariologie
- 6     Jesus von Nazareth – Spirituelle Christologie

(mit Benedikts dreiteiligem Werk Jesus von Nazareth im Teilband 6,1)
- 7     Die Lehre des Zweiten Vatikanischen Konzils. Formulierung – Vermittlung – Deutung

„In Kardinal Frings hatte ich einen »Vater«, der diesen Geist des Konzils beispielhaft lebte. Er war von großer Offenheit und Weite, aber er wusste auch, dass nur der Glaube ins Freie, in die Weite hinausführt, die der positivistischen Einstellung verschlossen bleibt. Diesem Glauben wollte er mit der im Sakrament der Bischofsweihe empfangenen Vollmacht dienen. Ich kann ihm immer dankbar bleiben, dass er mich – den jüngsten Professor der Katholisch-Theologischen Fakultät der Universität Bonn – als seinen Berater zu der großen Kirchenversammlung mitgenommen hat, so dass ich mit in dieser Schule war und den Weg des Konzils von innen her mitgehen durfte. In dem vorliegenden Band sind die verschiedenen Schriften gesammelt, mit denen ich mich in dieser Schule zu Worte gemeldet habe.“

Teil A – Am Vorabend des Konzils
Teil B – Mitarbeit
Teil C – Berichterstattung / Begleitung
Teil D – Zusammenarbeit mit Josef Kardinal Frings
Teil E – Kommentar
Teil F – Rezeption
Teil G – Rezensionen und Geleitworte

### Band 8: Kirche – Zeichen unter den Völkern
Schriften zur Ekklesiologie und Ökumene
1. Teilband. Herder 2010
2. Teilband. Herder 2010

### Bände 9–10
- 9     Offenbarung – Schrift – Tradition. Hermeneutik und Theologische Prinzipienlehre
- 10    Auferstehung und Ewiges Leben – Beiträge zur Eschatologie und zur Theologie der Hoffnung

### Band 11: Theologie de Liturgie
Die sakramentale Begründung christlicher Existenz. Herder 2008
- Teil A: Der Geist der Liturgie
- Teil B: Typos – Mysterium – Sacramentum
- Teil C: Die Feier der Eucharistie – Quelle und Höhepunkt christlichen Lebens
- Teil D: Theologie der Kirchenmusik
- Teil E: Weiterführende Perspektiven

### Band 12: Künder des Wortes und Diener eurer Freude
Theologie und Spiritualität des Weihesakraments. Herder 2010

### Bände 13–16
- 13    Im Gespräch mit der Zeit. Interviews – Stellungnahme – Einsprüche
- 14    Predigten zum Kirchenjahr. Meditationen, Gebete, Betrachtungen
- 15    Aus meinem Leben – Autobiographische Texte
- 16    Bibliographie und Gesamtregister